# منتخب جزر مارشال لكرة القدم
يمثل منتخب جزر مارشال لكرة القدم دولة جزر مارشال الواقعة في المحيط الهادئ وهو منتخب لكرة قدم الرجال ويديره الاتحاد المارشالي لكرة القدم.
وبأمل المنتخب أن يصبح عضوًا في الاتحاد الاقيونيسي والفيفا في السنوات القادمة وأن ينافس في المسابقات الرسمية للمنظمتين. في مقابلة بأكتوبر 2023 مع وكالة أسوشيتد برس، صرح المدير الفني لويد أويرز أن الاتحاد يبقي جميع الخيارات مفتوحة، بما في ذلك الانضمام إلى الاتحاد الآسيوي لكرة القدم.

## تاريخ المنتخب
قبل عام 2020، وصف اتحاد جزر مارشال لكرة القدم بأن جزر مارشال هي آخر دولة في العالم ليس لديها فريق وطني لكرة القدم وواحدة من الدول القليلة ذات السيادة على مستوى العالم التي لا تكون عضوًا في FIFA أو اب هيئة إدارية إقليمية أخرى لكرة القدم. لم يكن لتلك الدولة أي تاريخ في كرة القدم تقريبًا، حيث يتم هناك لعب رياضات مثل البيسبول وكرة السلة حيث العلاقات الوثيقة بين البلاد والولايات المتحدة ساعدت على إنتشار تلك الرياضات.
تأسس الاتحاد المارشالي لكرة القدم في 31 ديسمبر 2020. في ديسمبر من العام التالي، عينت المنظمة أول مدير فني لها على الإطلاق، وهو المدرب البريطاني المرخص من اليوفا لويد أويرز، حيث قام برحلة بطول 13 ألف كيلومتر إلى البلاد لأول مرة في صيف عام 2023. سيكون أويرز مسؤولاً عن إنشاء هيكل كرة القدم للدولة بدءًا من مسابقات الشباب حتى المنتخب الوطني للمحترفين.
وبعد ذلك بوقت قصير أُعلن أن جزر مارشال قد تشارك بأول فريق وطني لها على الإطلاق في دورة الألعاب الميكرونيزية 2023 التي ستستضيفها البلاد. في يناير 2023، أُعلن أنه، كواحدة من العديد من مبادرات كرة القدم الكبيرة في الجزر، كان هدف الاتحاد هو لعب أول مباراة له ضد دولة أخرى بحلول عام 2024 في مارس 2023، صرح شيڤ ليڤاي رئيس الاتحاد المارشالي أنه لن تكون هناك بطولة كرة قدم في دورة الألعاب الميكرونيزية 2023. وحقق الاتحاد في إمكانية جعل كرة القدم جزءًا من المباريات لكن الفنادق في الجزر كانت محجوزة بالكامل بالفعل. اعترف ليڤاي لاحقًا بأن دورة ألعاب المحيط الهادئ 2027 ستكون فرصة أكثر واقعية لظهور المنتخب الوطني لأول مرة.

## روابط خارجية
- الموقع الرسمي للاتحاد المارشالي
- متجر الفريق الرسمي